# Simone Collio
Simone Collio (Cernusco sul Naviglio, 27 december 1979) is een Italiaanse sprinter, die gespecialiseerd is in de 60 m en de 100 m. Hij nam driemaal deel aan de Olympische Spelen, maar won hierbij geen medailles.

## Biografie
In 2004 nam Collio deel aan de 60 m op de wereldindoorkampioenschappen. In de finale liep hij naar een zevende plaats. Later dat jaar nam hij deel aan de Olympische Spelen in Athene, waar hij in de tweede ronde van de 100 m werd uitgeschakeld. Samen met Marco Torrieri, Massimiliano Donati en Maurizio Checcucci vormde Collio vervolgens de Italiaanse ploeg op de 4 x 100 m estafette. Het viertal bleef steken in de kwalificatieronde. 
In 2005 eindigde Collio als vijfde in de finale van de 60 m op de Europese indoorkampioenschappen. 
Ook in 2008 nam Collio deel aan Olympische Spelen, ditmaal in Peking. En opnieuw werd hij op de 100 m in de tweede ronde uitgeschakeld. Samen met Fabio Cerutti, Emanuele Di Gregorio en Jacques Riparelli nam hij daarna deel aan de 4 x 100 m estafette. In de eerste ronde werden ze gediskwalificeerd.
Op de Europese kampioenschappen in 2010 eindigde Collio achtste in de finale van de 100 m. Samen met Roberto Donati, Emanuele Di Gregorio en Maurizio Checcucci liep hij vervolgens op de 4 x 100 m in een Italiaans record (38,17 s) naar de zilveren medaille.
Twee jaar later, tijdens de EK in Helsinki, nam Collio deel aan de 100 m en de 4 x 100 m estafette. Bij de individuele afstand bereikte hij net de finale, maar werd daar gediskwalificeerd door een valse start. Ook de estafette bracht geen succes: het Italiaanse team haalde de finish niet.

## Titels
- Kampioen Middellandse Zeespelen 4 x 100 m - 2009, 2013
- Italiaans indoorkampioen 60 m – 2004, 2005, 2009
- Italiaans kampioen 100 m – 2004, 2005, 2009, 2010

## Persoonlijke records
Outdoor
| Afstand | Prestatie | Datum        | Plaats |
| ------- | --------- | ------------ | ------ |
| 100 m   | 10,06 s   | 21 juli 2009 | Rieti  |
| 200 m   | 20,84 s   | 11 juni 2009 | Sofia  |

Indoor
| Afstand | Prestatie | Datum            | Plaats   |
| ------- | --------- | ---------------- | -------- |
| 50 m    | 5,75 s    | 10 februari 2009 | Liévin   |
| 60 m    | 6,55 s    | 9 februari 2008  | Valencia |
| 100 m   | 10,33 s   | 13 februari 2003 | Tampere  |
| 200 m   | 21,08 s   | 25 februari 2001 | Turijn   |

## Palmares

### 60 m
- 2004:  Europese Indoorcup - 6,63 s
- 2004: 7e WK Indoor – 6,60 s
- 2005: 5e EK Indoor – 6,66 s

### 100 m
- 2005:  Europacup - 10,15 s
- 2007: 6e Europacup - 10,30 s
- 2010: 8e EK - DNF
- 2012: 8e EK - DQ

### 4 x 100 m
- 2009:  Middellandse Zeespelen - 38,82 s
- 2010:  EK – 38,17 s
- 2011: 5e WK - 38,96 s
- 2012: DNF in series EK
- 2012: 7e in kwal. OS - 38,58 s
- 2013:  Middellandse Zeespelen - 39,06 s